# Jimmy Jam & Terry Lewis

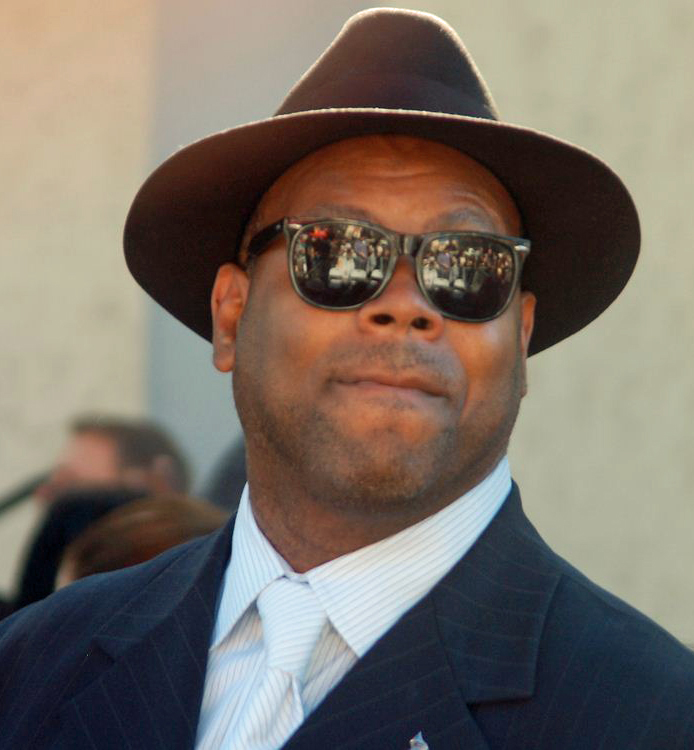
Jimmy Jam nel 2012

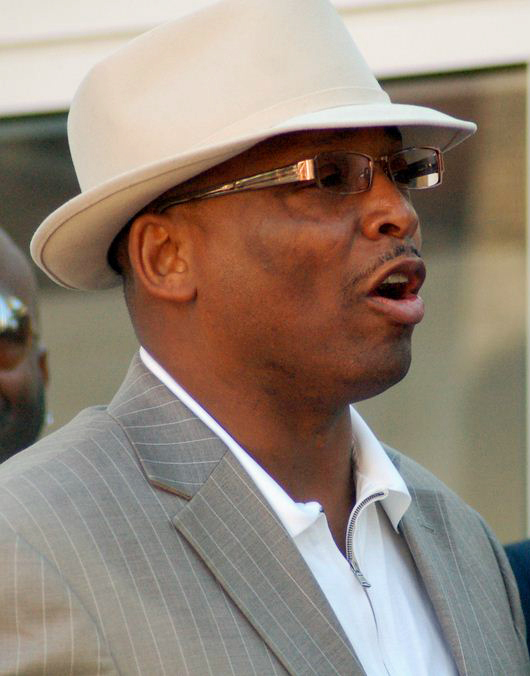
Terry Lewis nel 2012

James Samuel Harris III, detto Jimmy Jam (Minneapolis, 6 giugno 1959), e 
Terry Steven Lewis (Omaha, 24 novembre 1956) sono un duo di produttori discografici e musicisti statunitensi attivi dagli anni '80.

## Storia
Jimmy Jam è figlio di Cornbread Harris, un musicista jazz di Minneapolis. Proprio a Minneapolis (Minnesota) ha incontrato Lewis col quale, tra la fine degli anni '70 e i primi anni '80, forma un gruppo chiamato Flyte Tyme, dal quale si evolveranno i The Time e quindi i The Original 7ven, gruppo spalla di Prince.
Nel 1982 i due si sono avviati nell'attività di produzione tramite Dick Griffey e la SOLAR Records. Negli anni seguenti, precisamente nel 1991, hanno fondato una propria etichetta, la Perspective Records, che si è appoggiata per la distribuzione alla A&M Records. A Jimmy Jam e Terry Lewis fa riferimento anche la Flyte Tyme Records.
Hanno lavorato in studio con artisti come Herb Alpert, TLC, Yolanda Adams, Mariah Carey, Rod Stewart, Michael Jackson, Janet Jackson, Jordan Knight, Boyz II Men, Usher, Mary J. Blige, George Michael, Spice Girls, Prince, Gwen Stefani, Vanessa Williams, Karyn White, The Human League Alexander O'Neal e tantissimi altri.
Hanno vinto cinque volte il Grammy Award:
- 1987 - "produttore dell'anno, non classico"
- 1994 - "miglior canzone R&B" (That's the Way Love Goes di Janet Jackson)
- 2002 - "miglior registrazione dance" (All For You di Janet Jackson)
- 2006 - "miglior canzone gospel" (Be Blessed di Yolanda Adams)
- 2008 - "miglior album R&B" (Funk This di Chaka Khan)

Nell'ambito dei Grammy, hanno ricevuto numerose volte anche la nomination in diverse categorie.